# Hermeuptychia fallax
Hermeuptychia fallax är en fjärilsart som beskrevs av Felder 1862. Hermeuptychia fallax ingår i släktet Hermeuptychia och familjen praktfjärilar. Inga underarter finns listade i Catalogue of Life.